# سان زينو ألتربيس (مانتيجنا)
سان زينو ألتربيس هي لوحة ثلاثية لرسام عصر النهضة الإيطالي أندريا مانتيجنا، من 1457 - 1460. النسخ الأصلية موجودة في متحف اللوفر (الصلب) ومتحف الفنون الجميلة في الجولات (القيامة والعذاب في الحديقة).

## الوصف
في الوسط توجد مادونا التي توجت مع الطفل، مصورة وفقًا للأيقونات البيزنطية لمادونا المنتصرة وتحيط بها الملائكة المترددون. تم وضع ثمانية قديسين على الجانبين، وفقًا لتفضيلات المفوض: على اليسار يوجد بطرس وبولس ويوحنا الإنجيلي وزينو؛ على اليمين، بينيديكت ولورنس وغريغوري ويوحنا المعمدان.

## بريدلا

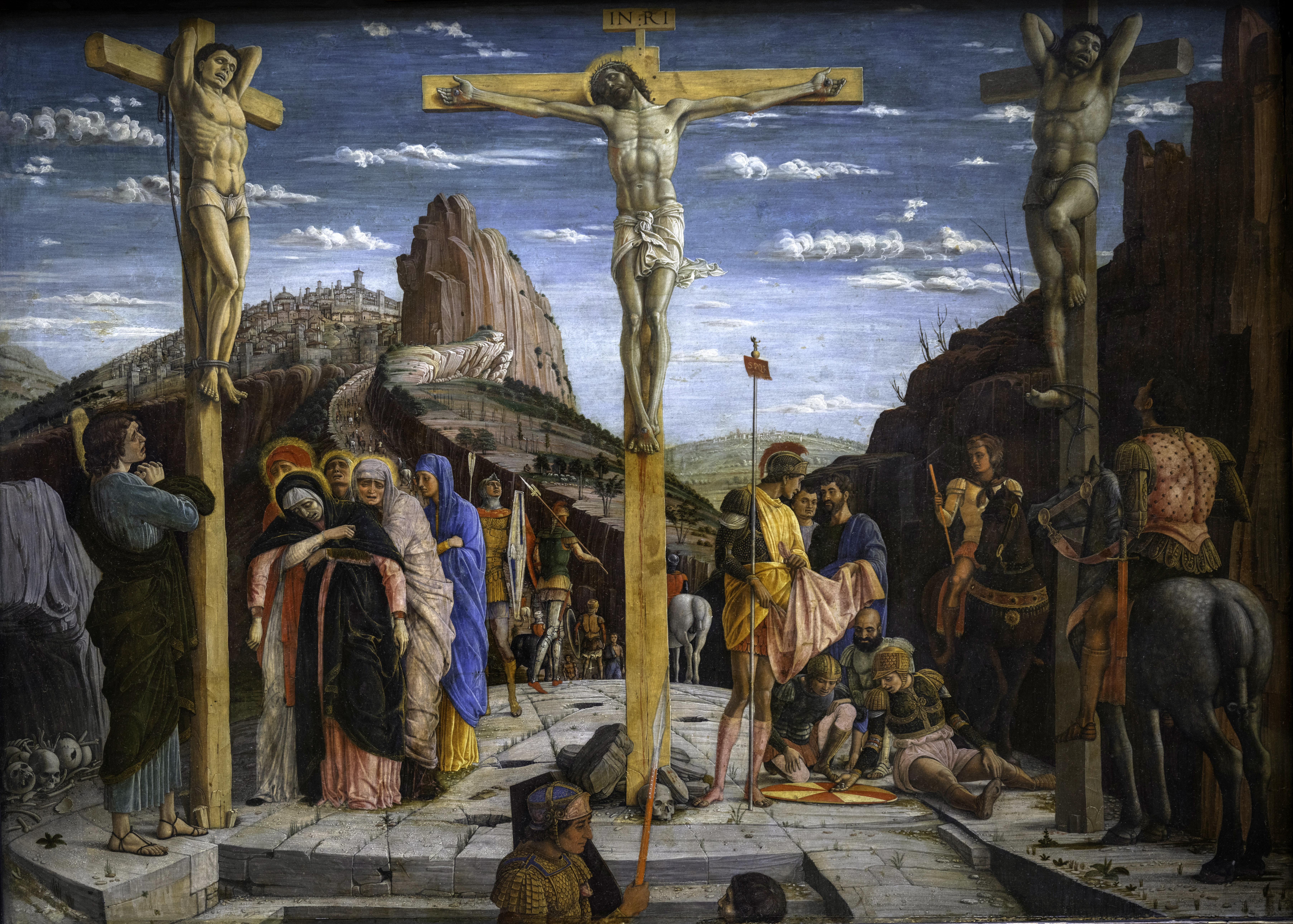
اللوح المركزي (الصلب)
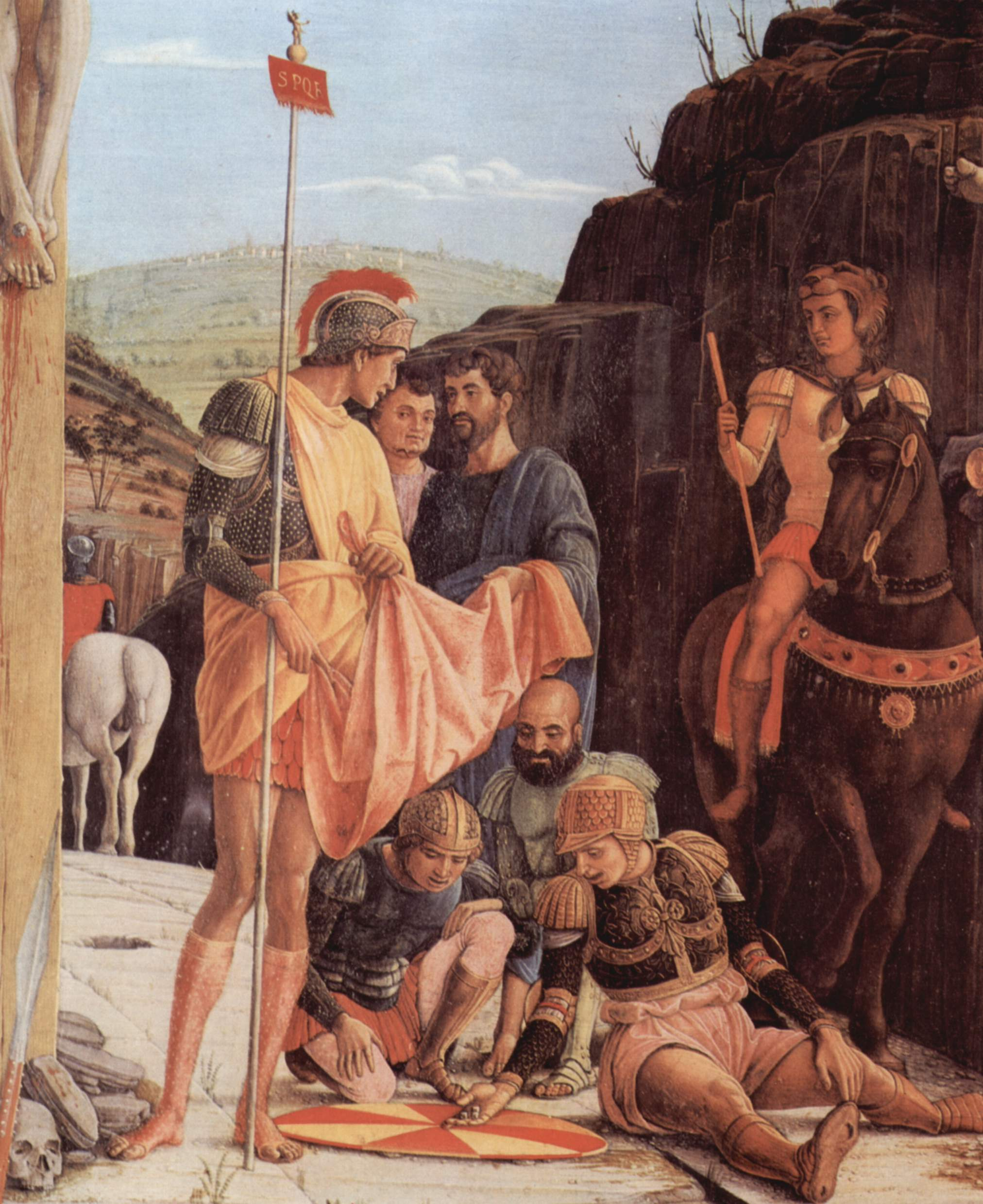
تفاصيل اللوحة المركزية
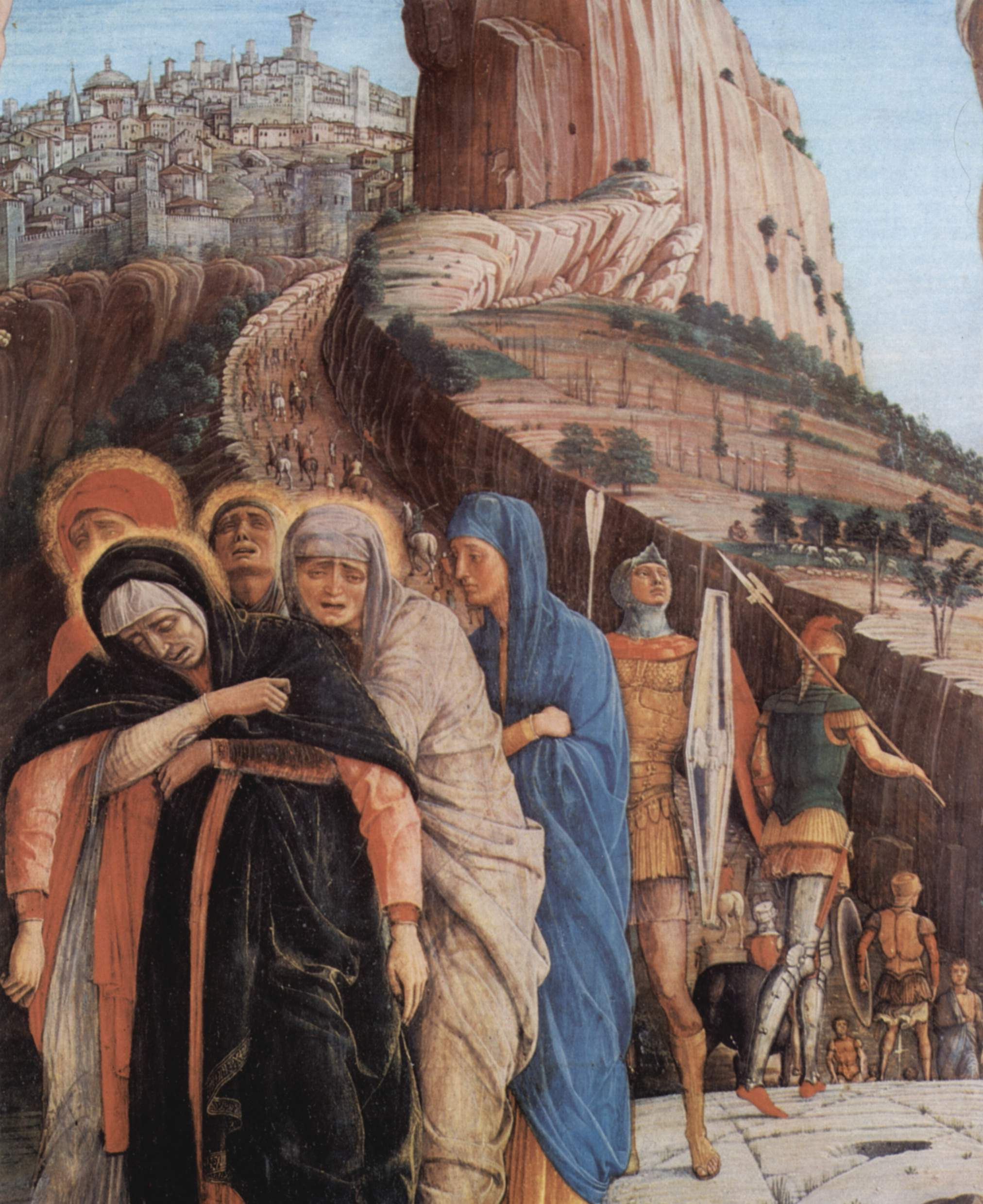
تفاصيل اللوحة المركزية

## وصلات خارجية
- الصفحة في artonline.it